# Aguja Cimadevilla
La aguja Cimadevilla está enclavada en el Macizo Occidental de los Picos de Europa o Cornión, en la Provincia de León.
- Datos: Q5660407